# Lidingöbanan
Lidingöbanan (Линия Лидингё) — легкорельсовая транспортная система в Стокгольме (Швеция), между Ropsten и Gåshaga brygga, обслуживает южную часть острова Лидингё.
Перевозка пассажиров на Lidingöbanan, юридически относящейся к железным дорогам, всегда осуществлялась с помощью трамваев, однако в прошлом по линии также перевозили товары.
Использовались трамвайные вагоны Типа A30/A30B и B30/B30B.
Летом 2013 линия Lidingöbanan была закрыта на обновление. Были заменены пути, некоторые однопутные участки были заменены двухпутными, трамваи были заменены на Тип A32.
Lidingöbanan состоит из единственной линии длиной 9,2 км с 14 остановками, маршрутный номер линии — 21. На конечной остановке Ropsten имеется пересадка на Стокгольмское метро (красная линия 13).
Линия полностью проходит по выделенной полосе, участков с совмещённой трассой нет, но имеются переезды с автодорогами.

## История
Линия изначально называлась Стокгольмская южная Лидингёйская железная дорога (швед. Stockholm Södra Lidingöns järnväg) или маршрут Южный Лидингё (швед. Södra Lidingöbanan).

### Развитие
| Дата | Участок                                                              | Длина   | Станции |
| ---- | -------------------------------------------------------------------- | ------- | ------- |
| 1914 | Torsvik Lidingöbanan station — Skärsätra Lidingöbanan station        | 3,94 км | 6       |
| 1916 | Skärsätra Lidingöbanan station — Gåshaga brygga Lidingöbanan station | 5,23 км | 7       |
| 1925 | Ropsten Lidingöbanan station — Torsvik Lidingöbanan station          | 1,04 км | 1       |

## Станции
- Ropsten Lidingöbanan station
- Torsvik Lidingöbanan station
- Baggeby Lidingöbanan station
- Bodal Lidingöbanan station
- Larsberg Lidingöbanan station
- AGA Lidingöbanan station
- Skärsätra Lidingöbanan station
- Kottla Lidingöbanan station
- Högberga Lidingöbanan station
- Brevik Lidingöbanan station
- Käppala Lidingöbanan station
- Talluden Lidingöbanan station
- Gåshaga Lidingöbanan station
- Gåshaga brugga Lidingöbanan station

## Галерея
- Старый трамвай на линии
- Alstom Citadis